# Vivien Brisse
Pour les articles homonymes, voir Brisse.
Vivien Brisse, né le 8 avril 1988 à Saint-Étienne, est un coureur cycliste français. Spécialiste de la piste, il devient champion du monde de l'américaine en 2013. Il possède également à son palmarès deux titres de champion de France sur piste. 

## Biographie
Associé à Morgan Kneisky, il devient champion du monde de course à l'américaine en Biélorussie en 2013,. Il gagne les Quatre jours de Grenoble en fin d'année.
Lors de la saison 2014, il est sélectionné en équipe de France pour participer aux championnats d'Europe de cyclisme sur piste à Baie-Mahault. La course à l'américaine permet à Vivien Brisse (et Morgan Kneisky) de monter sur la troisième marche du podium le dernier jour de la compétition organisée en Guadeloupe. Au mois d'octobre, il s'adjuge la dernière édition des Trois jours de Grenoble avec Thomas Boudat,.
En janvier 2015, il met fin à sa carrière, peu après avoir appris sa non-sélection pour les championnats du monde sur piste.

## Palmarès sur piste

### Championnats du monde
- Copenhague 2010
  - 9e de la poursuite par équipes
- Apeldoorn 2011
  - 4e de l'américaine
  - 12e de la poursuite par équipes
- Melbourne 2012
  - 9e de l'américaine
  - 10e du scratch
  - 16e de la course aux points
- Minsk 2013
  -  Champion du monde de l'américaine (avec Morgan Kneisky)
  - 12e de l'omnium
- Cali 2014
  - 10e de l'américaine (avec Thomas Boudat)
  - 15e de la course aux points
  - 16e du scratch

### Coupe du monde
- 2011-2012
  - 2e de l'américaine à Cali
- 2012-2013
  - 1er de l'américaine à Agascalientes (avec Thomas Boudat)
  - 2e de l'omnium à Agascalientes

### Championnats d'Europe
| Juniors et Espoirs - Athènes 2006 - Médaillé d'argent de la poursuite par équipes juniors - Saint-Pétersbourg 2010 - Médaillé de bronze de la poursuite par équipes espoirs | Élites - Apeldoorn 2011 - Médaillé de bronze de l'américaine (avec Morgan Kneisky) - Baie-Mahault 2014 - Médaillé de bronze de l'américaine (avec Morgan Kneisky) |

### Autres compétitions
- Quatre jours de Grenoble : 2013 (avec Morgan Kneisky)
- Trois jours de Grenoble : 2014 (avec Thomas Boudat)

### Championnats nationaux
- 2006
  -  Champion de France de l'américaine juniors
- 2007
  - 2e de la poursuite par équipes
- 2009
  -  Champion de France de la course aux points
  - 3e de l'américaine
- 2011
  - 3e de la poursuite par équipes
  - 3e du scratch
- 2012
  - 2e de l'omnium
  - 3e de l'américaine
- 2013
  - 2e de l'omnium
  - 2e de l'américaine
  - 3e du scratch
- 2014
  - 2e de l'omnium

## Palmarès sur route
- 2010
  - 3e du Grand Prix de Montamisé
- 2014
  - Champion d'Aquitaine sur route